# Elezioni parlamentari in Belgio del 2003
Le elezioni parlamentari in Belgio del 2003 si tennero il 18 maggio per il rinnovo del Parlamento federale (Camera dei rappresentanti e Senato). In seguito all'esito elettorale, Guy Verhofstadt, espressione dei Liberali e Democratici Fiamminghi, fu confermato Primo ministro.

## Risultati elettorali

### Camera dei rappresentanti
| Liste                                  | Voti      | %     | Seggi |
| -------------------------------------- | --------- | ----- | ----- |
| Liberali e Democratici Fiamminghi      | 1 009 223 | 15,36 | 25    |
| Partito Socialista Differente          | 979 750   | 14,91 | 23    |
| Cristiano-Democratici e Fiamminghi     | 870 749   | 13,25 | 21    |
| Partito Socialista                     | 855 992   | 13,02 | 25    |
| Blocco Fiammingo                       | 767 605   | 11,68 | 18    |
| Movimento Riformatore                  | 748 952   | 11,40 | 24    |
| Centro Democratico Umanista            | 359 660   | 5,47  | 8     |
| Nuova Alleanza Fiamminga               | 201 399   | 3,06  | 1     |
| Ecolo                                  | 201 118   | 3,06  | 4     |
| Agalev                                 | 162 205   | 2,47  | –     |
| Fronte Nazionale                       | 130 012   | 1,98  | 1     |
| Vivant                                 | 81 337    | 1,24  | –     |
| Cristiani Democratici Federali         | 38 346    | 0,58  | –     |
| Appello Liberale                       | 29 868    | 0,45  | –     |
| Rassemblement Wallonie France          | 25 416    | 0,39  | –     |
| Partito del Lavoro del Belgio          | 20 825    | 0,32  | –     |
| Resist                                 | 10 059    | 0,15  | –     |
| Partito Cittadinanza Prosperità        | 8 258     | 0,13  | –     |
| Unione Belga                           | 8 206     | 0,12  | –     |
| Movimento Socialista                   | 8 116     | 0,12  | –     |
| Partito Comunista (Vallonia-Bruxelles) | 6 759     | 0,10  | –     |
| Fronte Nuovo del Belgio                | 6 736     | 0,10  | –     |
| Altri <0,10%                           | 41 598    | 0,63  | –     |
| Totale                                 | 6 572 189 | 100   | 150   |

- Risultano da una sommatoria i voti delle liste di seguito indicate.

1. Blocco Fiammingo: 761.407 voti (circoscrizioni delle Fiandre e di Bruxelles-Hal-Vilvorde); 6.198 voti (circoscrizione dell'Hainaut).
2. Vivant: 44.233 voti (circoscrizioni delle Fiandre); 29.194 voti (circoscrizioni della Vallonia); 7.910 voti (circoscrizione di Bruxelles-Val-Vilvorde).
3. Partito del Lavoro del Belgio: 11.298 (circoscrizioni della Vallonia); 9.527 (circoscrizioni delle Fiandre).
4. Unione Belga: 3.561 (circoscrizioni delle Fiandre); 2.462 (circoscrizione di Bruxelles-Val-Vilvorde); 2.183 (circoscrizione di Namur).

### Senato
| Liste                              | Voti      | %     | Seggi |
| ---------------------------------- | --------- | ----- | ----- |
| Partito Socialista Differente      | 1 013 560 | 15,47 | 7     |
| Liberali e Democratici Fiamminghi  | 1 007 868 | 15,38 | 7     |
| Partito Socialista                 | 840 908   | 12,84 | 6     |
| Cristiano-Democratici e Fiamminghi | 832 849   | 12,71 | 6     |
| Movimento Riformatore              | 795 757   | 12,15 | 5     |
| Blocco Fiammingo                   | 741 940   | 11,32 | 5     |
| Centro Democratico Umanista        | 362 705   | 5,54  | 2     |
| Ecolo                              | 208 868   | 3,19  | 1     |
| Nuova Alleanza Fiamminga           | 200 273   | 3,06  | –     |
| Agalev                             | 161 024   | 2,46  | –     |
| Fronte Nazionale                   | 147 305   | 2,25  | 1     |
| Vivant                             | 86 723    | 1,32  | –     |
| Chrétiens démocrates fédéraux      | 38 339    | 0,59  | –     |
| Rassemblement Wallonie France      | 27 424    | 0,42  | –     |
| Appello Liberale                   | 26 629    | 0,41  | –     |
| Parti du Travail de Belgique       | 18 699    | 0,29  | –     |
| Resist                             | 17 604    | 0,27  | –     |
| Altri <10000 voti                  | 23 036    | 0,35  | –     |
| Totale                             | 6 551 511 | 100   | 40    |